# Villaggio dei Salassi sul Col Pierrey
Il villaggio dei Salassi sul Col Pierrey è un insediamento preromano scoperto sul colle omonimo, a circa 2620 m s.l.m. sul crinale tra Saint-Barthélemy e Torgnon, sulla destra orografica del torrente Marmore. Esso si trova nel territorio comunale di Torgnon, in Valle d'Aosta, ed è raggiungibile a piedi dalla frazione di Etirol. Si tratta di uno dei più elevati scavi archeologici d'Europa degli anni 2010. · 

## Descrizione
Il villaggio è stato scoperto da Piermauro Reboulaz il 14 luglio 2003 durante un'escursione verso il Lago Luseney. Il villaggio è stato di nuovo raggiunto nell'agosto 2004 dalla spedizione  "Magellano" del CAI. Nell'agosto 2005, Reboulaz e una piccola équipe sono tornati sul colle Pierrey per corredare la propria scoperta con i rilievi metrici di alcune capanne, ma per le prime riprese aeree si è dovuto attendere il settembre del 2007.
La prima notizia sulla stampa è apparsa solo il 5 settembre 2005, sul giornale locale Il Corsivo . In seguito i media hanno mostrato un'attenzione crescente per i resti del villaggio salasso, fino ad arrivare a interessare l'Ufficio archeologico regionale che ha effettuato i primi sopralluoghi ufficiali il 18 giugno ed il 2 luglio del 2009.
Nell'estate del 2010 la Soprintendenza per i beni e le attività culturali ha svolto le prime indagini di superficie del sito. Gli archeologi hanno ritrovato 56 fondi di capanne in pietra a secco con struttura perimetrale variabile. All'interno di una di esse è stata portata alla luce la metà di un asse, moneta bronzea di età romana che consente di ipotizzare una frequentazione del sito nel 50-40 a.C. · 

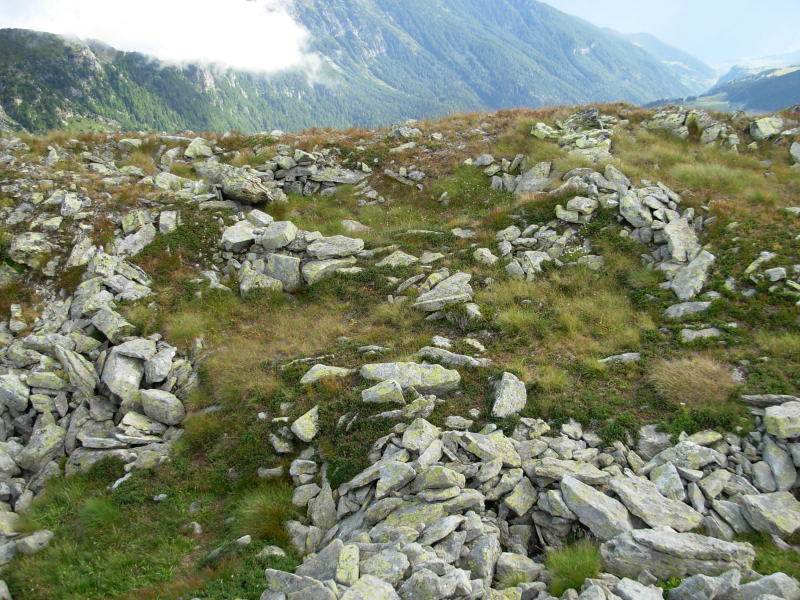
Capanne a levante.
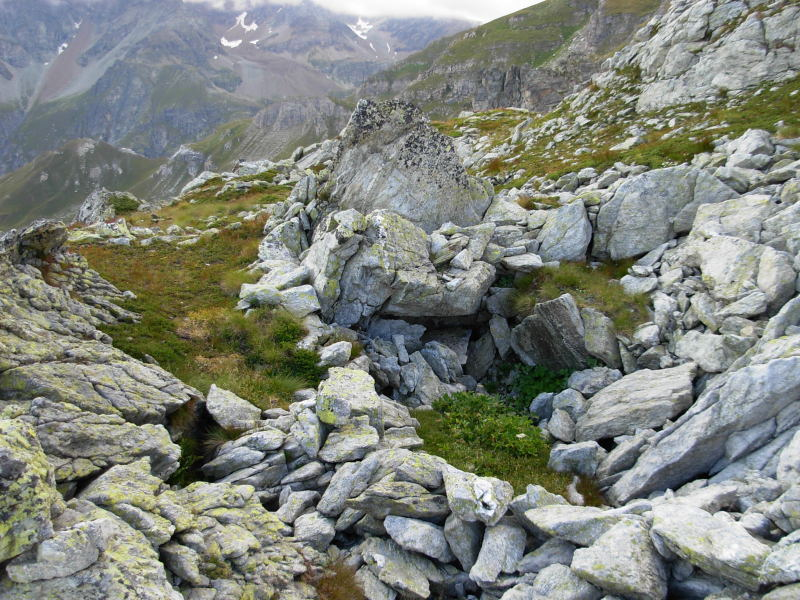
Capanne a ponente.
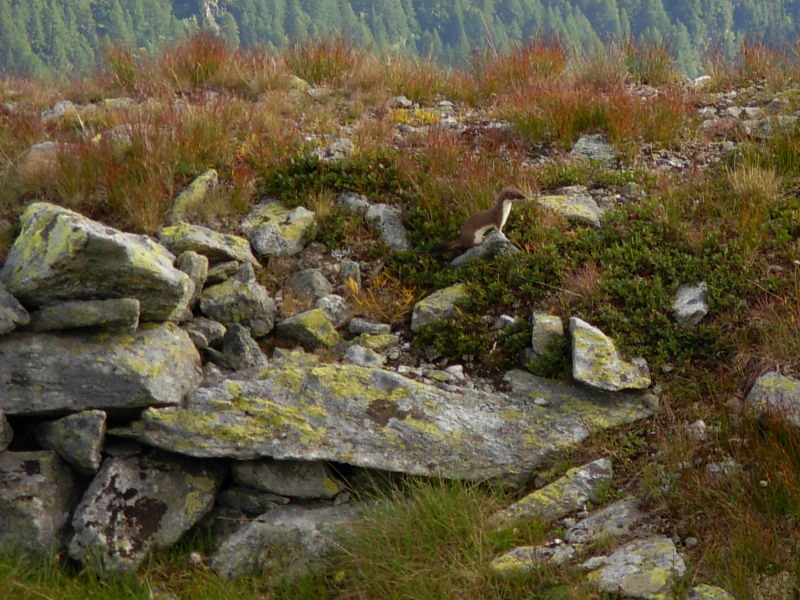
Un ermellino nel villaggio.

## Funzione dell'insediamento
La funzione di questo insediamento isolato resta un mistero.
Un analogo insediamento dell'età del ferro è presente sul Monte Tantané e in contatto visivo con il villaggio del col Pierrey.
Come per gli altri villaggi salassi d'alta quota è possibile ipotizzare che si tratti di una sorta di accampamento di fortuna, abitato o frequentato solo durante i momenti più crudi del conflitto che oppose i Salassi ai Romani, tra il 143 ed il 25 a.C. Potrebbe trattarsi di un sito dove nascondere le fasce più indifese della popolazione durante l'offensiva dell'esercito romano. Si spiegherebbe in tal modo la tipologia delle murature che sembrerebbero costruite in tutta fretta e la mancanza nelle vicinanze di siti minerari.